# Ормизд V
Ормизд V (Хормизд) — царь царей (шахиншах) Ирана, правил в конце VI века.
Известны несколько монет с именем «Ормизд» и датой первого года правления, отчеканенные на монетном дворе Нижнего Вех-Кавада по образцу ранних драхм Хосрова II Парвиза. Это дало основание иранским учёным предположить наличие неизвестного узурпатора Ормизда V, возникшего в ранний период правления Хосрова II. Другие историки, критикуя данную точку зрения, считают, что такого узурпатора не было, спорные драхмы — следствие поспешности выпуска Ормиздом VI монет, для которых по ошибке, был взят штемпель Хосрова II «с заменой атрибуционной легенды». Полной ясности тем не менее нет: на изображении таких драхм видно, что заменено не только имя правителя на лицевом штемпеле, но и дата на оборотном. По стилю (небрежная чеканка, характерная для раннего Хосрова II) эти монеты однозначно должны быть отнесены к концу VI столетия, но никак не ко времени Ормизда VI. Двойная ошибка резчика (в имени и в дате) маловероятна.